# Skörbjuggsört
Skörbjuggsört (Cochlearia officinalis) är en två- eller flerårig ört inom släktet skörbjuggsörter och familjen korsblommiga växter. Den blir 5 till 40 cm hög och blommar från maj till juni med vita väldoftande blommor. Dess stjälk är upprätt och ofta grenig. Rosettbladen är skaftade; njurlika hos ssp. officinalis och ssp. integrifolia, äggrunda med kilformad bas hos ssp. anglica och kilformad till tvär bas hos ssp.norvegica, medan stjälkbladen är oskaftade, något stjälkomfattande (ej stjälkomfattande och med killik bas hos ssp. norvegica) och trubbtandade. Frukten består av skidor med två till fyra frön per rum.
Underarten vanlig skörbjuggsört, ssp. officinalis, är vanlig på kustnära, öppen, stenig eller grusig mark och kan påträffas på exempelvis havsstrandängar, klippor, tångvallar och fågelberg. Dess utbredning i Norden är hela Norges kust, Sveriges västkust och del av östkust, Danmarks kuster, så gott som hela Islands kust samt Färöarna.

## Underarter
Arten delas in i följande underarter:
- Engelsk skörbjuggsört,  C. o. ssp.  anglica[5]
- Källskörbjuggsört, C. o. ssp. integrifolia
- Norsk skörbjuggsört, C. o. ssp.  norvegica
- Vanlig skörbjuggsört, C. o. ssp.  officinalis

## Bildgalleri

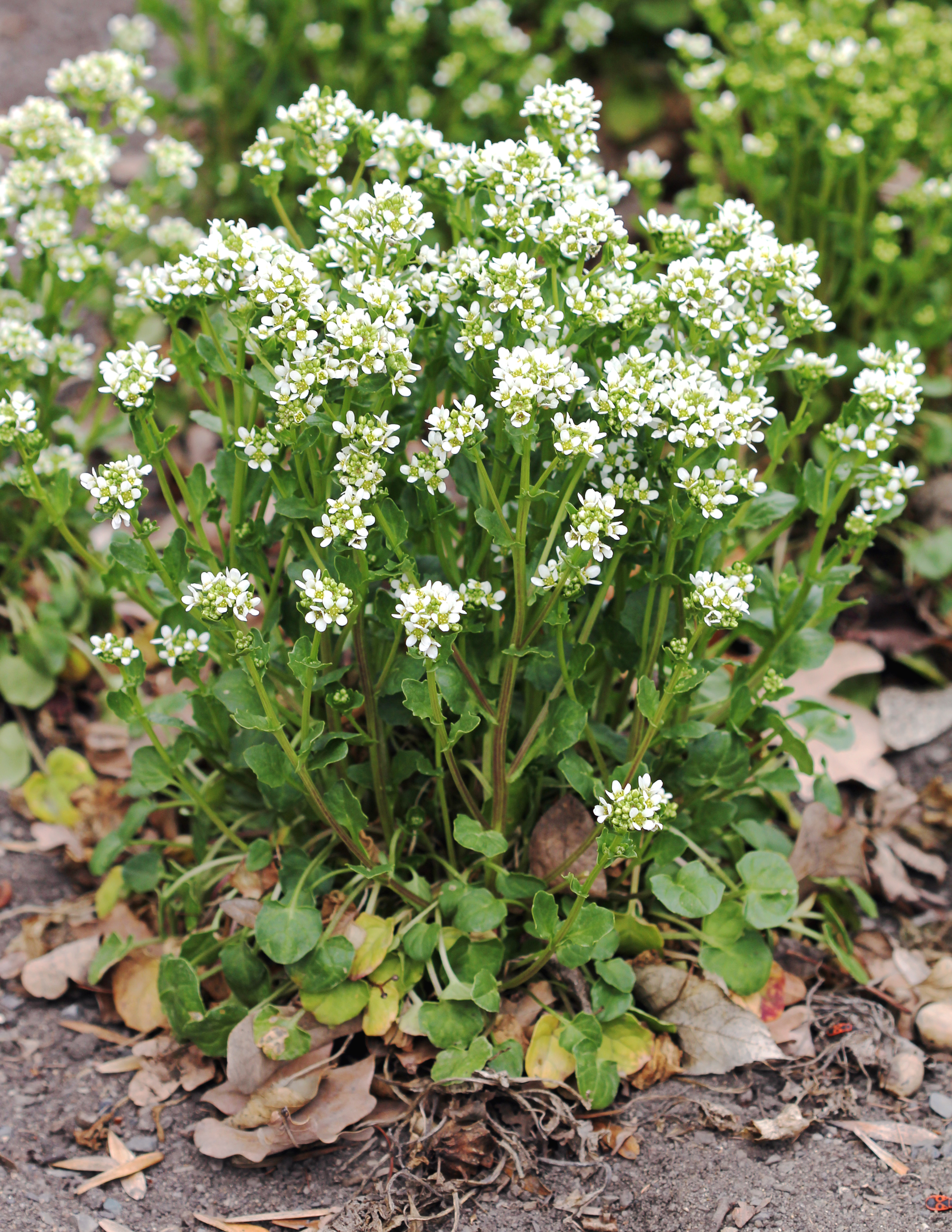